# Đan Nguyên
Nguyễn Đặng Đan (sinh ngày 9 tháng 7 năm 1984) thường được biết đến với nghệ danh Đan Nguyên, là một ca sĩ người Mỹ gốc Việt thành công với dòng nhạc vàng trước năm 1975. Anh từng cộng tác với Trung tâm Asia từ năm 2007 đến năm 2016 và Trung tâm Thúy Nga từ năm 2016 đến nay.

## Tiểu sử
Đan Nguyên tên thật là Nguyễn Đặng Đan, sinh ngày 9 tháng 7 năm 1984 tại thị trấn Phú Lộc, Phú Lộc, Thừa Thiên Huế. Năm 1998, anh cùng mẹ và 2 em gái, 1 em trai sang định cư ở Hoa Kỳ theo diện Rover. Nơi sống đầu tiên của Đan Nguyên là Quận Cam, California. Họ Nguyễn tên Đan, nên anh đã lấy nghệ danh là Đan Nguyên, tên gọi thân mật là “Đan”. Hiện nay, Đan Nguyên thường xuyên góp mặt trong các chương trình ca nhạc của người Việt ở hải ngoại, cũng như lưu diễn ở Anh, Canada và Úc...
Năm 2006, Đan Nguyên bắt đầu tham dự các cuộc thi tuyển lựa ca sĩ tại hải ngoại và đã chiếm được tới 4 giải nhất, 1 giải nhì trong tổng cộng 6 cuộc thi từ miền Bắc California tới miền Nam California. Trong lần gặp gỡ ca sĩ Trish Thùy Trang tại một đại nhạc hội ở San Jose, California, Đan Nguyên đã nhờ Trish đưa CD của Đan đến tận tay Trúc Hồ và Thy Vân (giám đốc trung tâm Asia). 2 ngày sau thì Đan Nguyên nhận được điện thoại của Trúc Hồ mời Đan Nguyên đến thử giọng. Đan Nguyên bay xuống ngay ngày sau đó và thâu thử giọng bài Xin làm người xa lạ. Giọng ca đặc biệt ấy đã khiến Trung tâm Asia chú ý và mời trình diễn trong chương trình "Asia 55 - Hát Với Thần Tượng" thu hình mùa hè năm 2007. Trong lần đầu tiên xuất hiện đó, anh đã gây dấu ấn với khán giả khi song ca thành công cùng ca sĩ thần tượng âm nhạc của anh là Chế Linh, nhạc phẩm nổi tiếng Thói đời của nhạc sĩ Trúc Phương. Từ đó, Đan Nguyên bước vào con đường ca hát và mau chóng chiếm được sự ái mộ của rất nhiều người. Đầu năm 2016, Đan Nguyên bắt đầu cộng tác với Trung tâm Thúy Nga từ cuốn Paris By Night 118: "50 năm âm nhạc Đức Huy".
Đan Nguyên được khán giả trong nước và hải ngoại biết đến nhờ ngoại hình cơ bắp, chất giọng trầm buồn, cách phát âm “TR” đặc trưng - lôi cuốn những người trẻ tuổi và thậm chí những khán giả lớn tuổi đã từng đam mê với dòng nhạc vàng. Người hâm mộ đặt biệt danh cho anh là “Người Hùng Phong Trần” hay “Lãng tử Phong Trần”.
| “            | Do thấy "nhạc Vàng " không bao nhiêu người hát nữa thành ra Đan Nguyên muốn duy trì. Và cũng vì đam mê từ hồi nhỏ nên Đan Nguyên mới chọn hát thể loại "nhạc Vàng" này... | ” |
| — Đan Nguyên | |   |

Ngoài ca hát, Đan Nguyên cũng sáng tác nhạc. Một số sáng tác của anh là Một lòng yêu em, Dòng máu Việt Nam, Cánh diều mưa.
Năm 2018, Đan Nguyên vào vai chính Đan trong bộ phim Cánh Diều Mưa của đạo diễn Cường Ngô. Trong phim này có hai MV là Cánh Diều Mưa và Đắp Mộ Cuộc Tình cũng do Đan Nguyên thể hiện.

## Album
Không tính các album tổng hợp. Những album ký hiệu LP là đĩa than.
| Năm  | Tựa đề                                                          | Hát cùng với                           | Mã đĩa      |
| ---- | --------------------------------------------------------------- | -------------------------------------- | ----------- |
| 2008 | Những Lời Này Cho Em                                            |                                        | ASIACD260   |
| 2008 | Liên Khúc Khóc Thầm                                             | Ngọc Huyền, Băng Tâm, Đặng Thế Luân    | ASIACDCS16  |
| 2009 | The Best of Đan Nguyên & Y Phụng (Hãy Quên Anh)                 | Y Phụng                                | ASIACD274   |
| 2010 | Thành Phố Mưa Bay                                               |                                        | ASIACD276   |
| 2010 | Xin Làm Người Tình Cô Đơn                                       | Lâm Thúy Vân                           | ASIA CDCS26 |
| 2011 | Nhớ Mẹ                                                          | Quốc Khanh                             | ASIACDCS37  |
| 2011 | Có Thế Thôi                                                     |                                        | ASIACDCS42  |
| 2011 | The Best of Đan Nguyên & Y Phụng 2 (Thiệp Hồng Anh Viết Tên Em) | Y Phụng                                | ASIACD338   |
| 2014 | Ngày Xuân Thăm Nhau                                             | Hoàng Thục Linh, Cát Lynh, Ngọc Anh Vi | ASIACD347   |
| 2015 | Nàng Áo Tím                                                     |                                        | ASIACD370   |
| 2015 | Thương Về Miền Trung                                            |                                        | ASIACD374   |
| 2016 | 100 Phần Trăm                                                   | Nhiều ca sĩ                            | ASIACD376   |
| 2017 | Ngày Em Đi                                                      | Hoài Lâm, Mai Thiên Vân                | TNCD582     |
| 2019 | Lại Nhớ Người Yêu LP                                            |                                        | TNLP003     |

Những album ký hiệu KR là karaoke.
| Năm  | Tựa đề                                | Hát cùng với                                                            | Mã đĩa            |
| ---- | ------------------------------------- | ----------------------------------------------------------------------- | ----------------- |
| 2009 | The Best of Đan Nguyên & Y Phụng KR   | Y Phụng                                                                 | ASIA Selection 13 |
| 2010 | Liveshow Đêm Nhạc Tình                | Băng Tâm, Nguyễn Hồng Nhung                                             | ASIADVDS10        |
| 2010 | Lời Đắng Cho Cuộc Tình KR             |                                                                         | ASIA Selection 16 |
| 2013 | Liveshow Tình Như Mây Khói            | Tâm Đoan, Băng Tâm, Quốc Khanh, Hà Thanh Xuân                           | ASIADVDS10        |
| 2013 | The Best of Đan Nguyên & Y Phụng 2 KR | Y Phụng                                                                 | ASIA Selection 37 |
| 2013 | Một Lòng Yêu Em KR                    |                                                                         | ASIA Selection 38 |
| 2014 | Liveshow Người Lính Và Mùa Xuân       | Hoàng Thục Linh, Ngọc Anh Vi, Cát Lynh                                  | ASIADVDS19        |
| 2015 | Liveshow Thương Về Miền Trung         | Hoàng Thục Linh, Nguyễn Hồng Nhung, Băng Tâm, Quốc Khanh, Lâm Nhật Tiến | ASIADVDS21        |
| 2016 | Câu Chuyện Đầu Năm KR                 | Nhiều ca sĩ                                                             | ASIA Selection 41 |

## Các tiết mục trình diễn trên sân khấu

### Trung tâm Asia
| STT | Tiết mục                                                                                 | Thể hiện với | Chương trình | Năm  |
| --- | ---------------------------------------------------------------------------------------- | --- | ------------ | ---- |
| 1   | Thói đời (Trúc Phương)                                                                   | Chế Linh | ASIA 55      | 2007 |
| 2   | Hãy Quên Anh (Phương Kim)                                                                | solo | ASIA 56      | 2007 |
| 3   | 24 Giờ Phép (Trúc Phương)                                                                | solo | ASIA 57      | 2007 |
| 4   | Kẻ Ở Miền Xa (Trúc Phương)                                                               | solo | ASIA 58      | 2008 |
| 5   | LK Một Ngày Không Có Em (Y Vân), Ngày Vui Qua Mau (Nhật Ngân, Nguyễn Long)               | solo | ASIA 59      | 2008 |
| 6   | LK Duyên Kiếp, Trăm Nhớ Ngàn Thương, Thu Sầu (Lam Phương)                                | Băng Tâm, Y Phụng, Tường Nguyên, Tường Khuê, Ngọc Huyền, Đặng Thế Luân                                                                                        | ASIA 59      | 2008 |
| 7   | Tôi Chưa Có Mùa Xuân (Châu Kỳ)                                                           | solo | ASIA 60      | 2008 |
| 8   | Chuyện Tình Mộng Thường (Trần Thiện Thanh)                                               | Băng Tâm | ASIA 61      | 2009 |
| 9   | LK Nỗi lòng Người Đi, Căn Nhà Ngoại Ô, Căn Gác Lưu Đày, Cõi Buồn (Anh Bằng)              | Lâm Nhật Tiến, Quốc Khanh | ASIA 62      | 2009 |
| 10  | Chuyện Hoa Sim (Anh Bằng)                                                                | solo | ASIA 62      | 2009 |
| 11  | Ngày Cưới Em (Y Vũ)                                                                      | solo | ASIA 63      | 2009 |
| 12  | Thành phố Mưa Bay (Bằng Giang)                                                           | solo | ASIA 64      | 2009 |
| 13  | LK Đêm Buồn Tỉnh Lẻ (Tú Nhi, Bằng Giang), Những đồi hoa sim (Dzũng Chinh)                | Băng Tâm | ASIA 65      | 2010 |
| 14  | Thuở Ấy Có Em (Huỳnh Anh)                                                                | solo | ASIA 66      | 2010 |
| 15  | Lá Thư Trần Thế (Hoài Linh)                                                              | Giang Tử, Ngọc Minh | ASIA 66      | 2010 |
| 16  | Chuyện Tình Hoa Mai (Anh Bằng)                                                           | solo | ASIA 67      | 2010 |
| 17  | Sài Gòn Kỷ Niệm (Anh Bằng)                                                               | solo | ASIA 68      | 2011 |
| 18  | Nó (Anh Bằng)                                                                            | Huỳnh Phi Tiễn | ASIA 69      | 2012 |
| 19  | Việt Nam Tôi Đâu (Việt Khang)                                                            | solo | ASIA 69      | 2012 |
| 20  | Đường Về Quê Hương (Lam Phương)                                                          | solo | ASIA 70      | 2012 |
| 21  | Nhớ Mẹ                                                                                   | Cardin, Quốc Khanh, Mai Thanh Sơn, Đoàn Phi, Nguyên Khang | ASIA 70      | 2012 |
| 22  | Tim Vỡ (Lam Phương)                                                                      | solo | ASIA 71      | 2012 |
| 23  | Triệu Con Tim (Trúc Hồ)                                                                  | Trúc Hồ, Quốc Khanh, Lâm Nhật Tiến, Nguyên Khang, Mai Thanh Sơn, Nguyễn Hồng Nhung, Y Phương, Lâm Thúy Vân                                                    | ASIA 71      | 2012 |
| 24  | Thúy Đã Đi Rồi (Y Vân)                                                                   | solo | ASIA 72      | 2013 |
| 24  | Nhớ Người Yêu (Hoàng Hoa, Thảo Trang)                                                    | Hoàng Thục Linh | ASIA 73      | 2013 |
| 25  | Trên Bốn Vùng Chiến Thuật (Trúc Phương)                                                  | Quốc Khanh | ASIA 74      | 2014 |
| 26  | Những Lời Này Cho Em (Trúc Phương)                                                       | solo | ASIA 74      | 2014 |
| 27  | Con Đường Mang Tên Em (Trúc Phương)                                                      | Y Phụng | ASIA 74      | 2014 |
| 28  | LK Lạnh Trọn Đêm Mưa (Huỳnh Anh), Giã Từ Đêm Mưa (Văn Phụng), Mưa Đêm Độc Hành (Duy Hải) | Cát Lynh, Thùy Hương, Lê Quốc Tuấn | ASIA 75      | 2014 |
| 29  | Đừng Nói Xa Nhau (Châu Kỳ)                                                               | Hoàng Thục Linh | ASIA 75      | 2014 |
| 30  | Chuyện Tình Lan Và Điệp 3 (Mạc Phong Linh, Mai Thiết Lĩnh)                               | Y Phụng | ASIA 75      | 2014 |
| 31  | Việt Nam Ơi (Trúc Hồ)                                                                    | Lâm Thúy Vân, Đoàn Phi, Hoàng Anh Thư, Mai Thanh Sơn, Y Phương, Quốc Khanh, Thiên Kim, Gia Huy, Huỳnh Phi Tiễn, Hoàng Thục Linh, Thế Sơn, Diễm Liên, Nhật Lâm | ASIA 76      | 2015 |
| 32  | Nàng Áo Tím (Anh Bằng)                                                                   | solo | ASIA 76      | 2015 |
| 33  | LK Tình Chết Theo Mùa Đông, Trăm Nhớ Ngàn Thương (Lam Phương)                            | Hồ Hoàng Yến | ASIA 77      | 2015 |
| 34  | Khóc Mẹ Đêm Mưa (Anh Bằng)                                                               | solo | ASIA 77      | 2015 |

#### Chương trình thu hình khác
| STT | Tiết mục | Thể hiện với              | Chương trình                              | Năm  |
| --- | --- | ------------------------- | ----------------------------------------- | ---- |
| 1   | Linh Hồn Tượng Đá (Mai Bích Dung)                                                                            | solo                      | ASIA Viet Model                           | 2008 |
| 2   | Tình Chết Theo Mùa Đông (Lam Phương)                                                                         | solo                      | ASIA Đêm Giáng Sinh                       | 2009 |
| 3   | Cảm Ơn (Nhật Ngân)                                                                                           | solo                      | ASIA Đón Giao Thừa                        | 2010 |
| 4   | Sương Lạnh Chiều Đông (Mạnh Phát)                                                                            | solo                      | ASIA Noel, Noel                           | 2010 |
| 5   | Tôi Vẫn Cô Đơn (Anh Bằng)                                                                                    | solo                      | ASIA Golden 1                             | 2010 |
| 6   | Trên Đầu Súng (Anh Việt Thu)                                                                                 | Quốc Khanh                | ASIA Golden 2                             | 2011 |
| 7   | Lá Thư Trần Thế (Hoài Linh)                                                                                  | solo                      | ASIA Noel Mùa Tình Yêu                    | 2011 |
| 8   | Thiệp Hồng Anh Viết Tên Em (Song Ngọc, Hoài Linh)                                                            | Y Phụng                   | ASIA Xuân Hy Vọng                         | 2012 |
| 9   | Mùa Xuân Đó Có Em (Anh Việt Thu)                                                                             | solo                      | ASIA Xuân Hy Vọng                         | 2012 |
| 10  | Tà Áo Đêm Noel (Tuấn Lê)                                                                                     | solo                      | ASIA Niềm Vui Mùa Giáng Sinh              | 2012 |
| 11  | Một Lần Đi (Nguyệt Ánh)                                                                                      | solo                      | ASIA Golden 3                             | 2013 |
| 12  | Mai Lỡ Hai Mình Xa Nhau (Tú Nhi)                                                                             | Băng Tâm                  | Băng Tâm Live Show - Cô Thắm Về Làng      | 2014 |
| 13  | Nối Lại Tình Xưa (Ngân Giang)                                                                                | Băng Tâm                  | Băng Tâm Live Show - Cô Thắm Về Làng      | 2014 |
| 14  | LK Đón Xuân Này Nhớ Xuân Xưa (Châu Kỳ), Cánh Thiệp Đầu Xuân (Minh Kỳ, Lê Dinh), Câu Chuyện Đầu Năm (Hoài An) | Băng Tâm, Hoàng Thục Linh | ASIA Liên Khúc Mùa Xuân                   | 2015 |
| 15  | LK Sao Không Thấy Anh Về, Nén Hương Yêu (Duy Khánh)                                                          | Băng Tâm                  | Băng Tâm Live Show - Thiêng Liêng Tình Mẹ | 2015 |
| 16  | Xuân Này Con Về Mẹ Ở Đâu (Nhật Ngân)                                                                         | solo                      | ASIA Mừng Xuân                            | 2016 |

### Trung tâm Thúy Nga

#### Paris By Night
| STT | Tiết mục                                                                                                 | Thể hiện với | Chương trình       | Năm  |
| --- | --- | --- | ------------------ | ---- |
| 1   | Trái Tim Ngục Tù (Đức Huy)                                                                               | solo | Paris By Night 118 | 2016 |
| 2   | Lại Nhớ Người Yêu (Giao Tiên)                                                                            | solo | Paris By Night 119 | 2016 |
| 3   | Xin Gọi Nhau Là Cố Nhân (Song Ngọc)                                                                      | Bằng Kiều, Quang Lê | Paris By Night 119 | 2016 |
| 4   | Chắp Tay Lạy Người (Trúc Phương)                                                                         | solo | Paris By Night 120 | 2016 |
| 5   | LK Nếu Xuân Này Vắng Anh (Bảo Thu), Khúc Nhạc Ngày Xuân (Nhật Bằng)                                      | Minh Tuyết, Don Hồ, Lương Tùng Quang, Mai Tiến Dũng, Lê Anh Tuấn, Nguyễn Hồng Nhung, Diễm Sương, Hoàng Nhung, Lam Anh | Paris By Night 121 | 2017 |
| 6   | Xa Người Mình Yêu (Song Phượng)                                                                          | Mai Thiên Vân | Paris By Night 121 | 2017 |
| 7   | Anh Yêu Em Vào Cõi Chết (Phạm Duy, Nguyễn Long)                                                          | Hoài Lâm | Paris By Night 121 | 2017 |
| 8   | Gặp Lại Cố Nhân (Hàn Sinh)                                                                               | solo | Paris By Night 122 | 2017 |
| 9   | Phận Gái Thuyền Quyên (Giao Tiên, Nguyên Thảo)                                                           | Hoàng Nhung | Paris By Night 122 | 2017 |
| 10  | Bạc Trắng Lửa Hồng (Thy Linh)                                                                            | Phi Nhung | Paris By Night 123 | 2017 |
| 11  | Tìm Trong Giấc Mơ (Bảo Ân)                                                                               | solo | Paris By Night 123 | 2017 |
| 12  | Hẹn Một Mùa Xuân (Đinh Việt Lang)                                                                        | solo | Paris By Night 124 | 2018 |
| 13  | Dạ Khúc Nửa Vầng Trăng (LV: Thái Thịnh)                                                                  | Nguyễn Hồng Nhung | Paris By Night 126 | 2018 |
| 14  | Hài kịch: Làm Đẹp Cho Đời (Nguyễn Ngọc Ngạn)                                                             | Việt Hương, Hoài Tâm, Hương Thủy | Paris By Night 126 | 2018 |
| 15  | Đắp Mộ Cuộc Tình (Vũ Thanh)                                                                              | Bằng Kiều, Quang Lê | Paris By Night 126 | 2018 |
| 16  | Rao Bán Vần Thơ Say (Vũ Thanh)                                                                           | solo | Paris By Night 127 | 2018 |
| 17  | Đêm Tâm Sự (Trúc Phương)                                                                                 | Băng Tâm | Paris By Night 127 | 2018 |
| 18  | Tiếng Hát Nối Hai Bờ Đại Dương (Hamlet Trương)                                                           | Khánh Hà, Nguyễn Hưng, Don Hồ, Minh Tuyết, Hoàng Mỹ An | Paris By Night 128 | 2019 |
| 19  | Tận Cùng Nỗi Đau (Hùng Quân)                                                                             | Minh Tuyết | Paris By Night 128 | 2019 |
| 20  | Cánh Diều Mưa (Đan Nguyên)                                                                               | Mai Thiên Vân | Paris By Night 128 | 2019 |
| 21  | Khóc Một Cuộc Tình (Song Ngọc)                                                                           | solo | Paris By Night 129 | 2019 |
| 22  | Đoạn Cuối Tình Yêu (Tú Nhi)                                                                              | solo | Paris By Night 130 | 2020 |
| 23  | LK Dìu Người Tôi Yêu: Người Ngoài Phố (Anh Việt Thu), Nửa Đêm Ngoài Phố (Trúc Phương), Phố Đêm (Tâm Anh) | Bằng Kiều, Quang Lê | Paris By Night 130 | 2020 |
| 24  | Mùa Xuân Trong Thư Em (Viễn Chinh)                                                                       | solo | Paris By Night 132 | 2022 |
| 25  | Say (Lam Phương)                                                                                         | solo | Paris By Night 133 | 2022 |
| 26  | LK Thương Hận (Tú Nhi, Hồ Đình Phương), Túy Ca (Châu Kỳ, Trương Minh Dũng)                               | Mạnh Quỳnh | Paris By Night 134 | 2023 |
| 27  | Em Về Kẻo Mưa (Ngân Giang)                                                                               | Băng Tâm | Paris By Night 134 | 2023 |
| 28  | Hơn Một Lời Cảm Ơn (Ngô Minh Tài)                                                                        | Ngọc Anh, Ý Lan, Tuấn Ngọc, Khánh Hà, Bằng Kiều, Minh Tuyết, Trần Thái Hòa, Lam Anh, Đình Bảo, Kỳ Phương Uyên, Nguyễn Hồng Nhung, Ngọc Hạ, Tuấn Phước, Thiên Tôn, Hương Lan, Hoàng Oanh, Thanh Tuyền, Phương Hồng Quế, Thanh Hà, Quang Dũng, Trường Vũ, Như Quỳnh, Quang Lê, Thái Châu, Họa Mi, Nguyễn Hưng, Hương Thủy, Băng Tâm, Hoàng Nhung, Hà Thanh Xuân, Trịnh Lam, Phương Yến Linh, Ngọc Ngữ, Châu Ngọc Hà, Tâm Đoan, Mạnh Quỳnh, Phương Loan, Lương Tùng Quang, Như Loan, Hoàng Mỹ An, Như Ý, Lâm Thúy Vân, Myra Trần, Don Hồ | Paris By Night 134 | 2023 |
| 29  | Hận Tình (Anh Bằng)                                                                                      | solo | Paris By Night 136 | 2024 |
| 30  | Còn Gì Mà Mong (Lê Dinh)                                                                                 | solo | Paris By Night 137 | 2024 |
| 31  | LK Một Mai Giã Từ Vũ Khí, Tâm Sự Người Hát Bài Quê Hương (Trịnh Lâm Ngân)                                | Mạnh Quỳnh, Quang Lê, Ngọc Ngữ | Paris By Night 137 | 2024 |

#### Chương trình thu hình khác
| STT | Tiết mục                                            | Thể hiện với                                                      | Chương trình                                  | Năm  |
| --- | --------------------------------------------------- | ----------------------------------------------------------------- | --------------------------------------------- | ---- |
| 1   | Nhớ Người Yêu (Hoàng Hoa & Thảo Trang)              | Mai Thiên Vân                                                     | Mai Thiên Vân Live Show - Nhật Ký Đời Tôi     | 2017 |
| 2   | Nhật Ký Đời Tôi (Thanh Sơn)                         | Mai Thiên Vân                                                     | Mai Thiên Vân Live Show - Nhật Ký Đời Tôi     | 2017 |
| 3   | Xót Xa (Tô Thanh Tùng)                              | Solo                                                              | Mai Thiên Vân Live Show - Nhật Ký Đời Tôi     | 2017 |
| 4   | Nắng Chiều (Lê Trọng Nguyễn)                        | Mai Thiên Vân, Hạ Vy, Minh Tuyết, Mạnh Quỳnh                      | Mai Thiên Vân Live Show - Nhật Ký Đời Tôi     | 2017 |
| 5   | Mười Năm Tình Cũ (Trần Quảng Nam)                   | Solo                                                              | Nguyễn Hồng Nhung Live Show - Khi Giấc Mơ Về  | 2017 |
| 6   | Rong Rêu (Nguyễn Tâm)                               | Nguyễn Hồng Nhung                                                 | Nguyễn Hồng Nhung Live Show - Khi Giấc Mơ Về  | 2017 |
| 7   | Tiếng Hát Nửa Đêm (Trịnh Lâm Ngân)                  | Solo                                                              | Paris By Night Gloria 3                       | 2017 |
| 8   | Đàn Bà (Song Ngọc)                                  | Don Hồ, Bằng Kiều, Quang Dũng, Trần Thái Hòa, Thiên Tôn, Đình Bảo | Paris By Night Divos                          | 2018 |
| 9   | Ngày Em Đi (Lam Phương)                             | Solo                                                              | Paris By Night Divos                          | 2018 |
| 10  | Tình Chết Theo Mùa Đông (Lam Phương)                | Don Hồ                                                            | Paris By Night Divos                          | 2018 |
| 11  | 60 Năm Cuộc Đời (Y Vân)                             | Solo                                                              | Paris By Night 128 VIP Party                  | 2018 |
| 12  | Thói Đời (Trúc Phương)                              | Solo                                                              | Le Gala Du Coeur - Gửi Tình Thương Về Sài Gòn | 2021 |
| 13  | Lại Nhớ Người Yêu (Giao Tiên)                       | Solo                                                              | Le Gala Du Coeur - Gửi Tình Thương Về Sài Gòn | 2021 |
| 14  | Anh Buồn Em Thương (Thanh Phong, Nguyễn Đào Nguyễn) | Băng Tâm                                                          | Paris By Night Tiếu Vương Hội                 | 2023 |